# 瓜希拉省
瓜希拉省（Departamento de La Guajira）是哥倫比亞北部的一個省，位於瓜希拉半島上，省名因而得名。北臨加勒比海，東南臨委內瑞拉灣。面積20,848平方公里，2005年人口681,575人。首府里奧阿查。
1965年7月1日設省。下分四個自治市。